# Hawnby
Hawnby est un village et une paroisse civile du Yorkshire du Nord, en Angleterre. La population comptait 193 habitants en 2021.

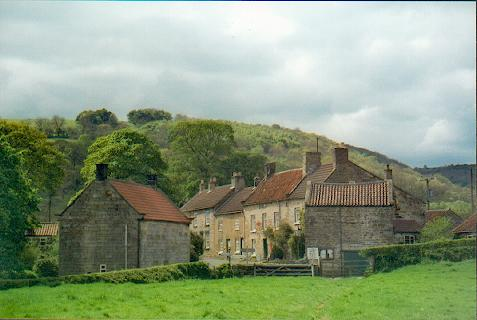
Vue du bas du village de Hawnby en 2003
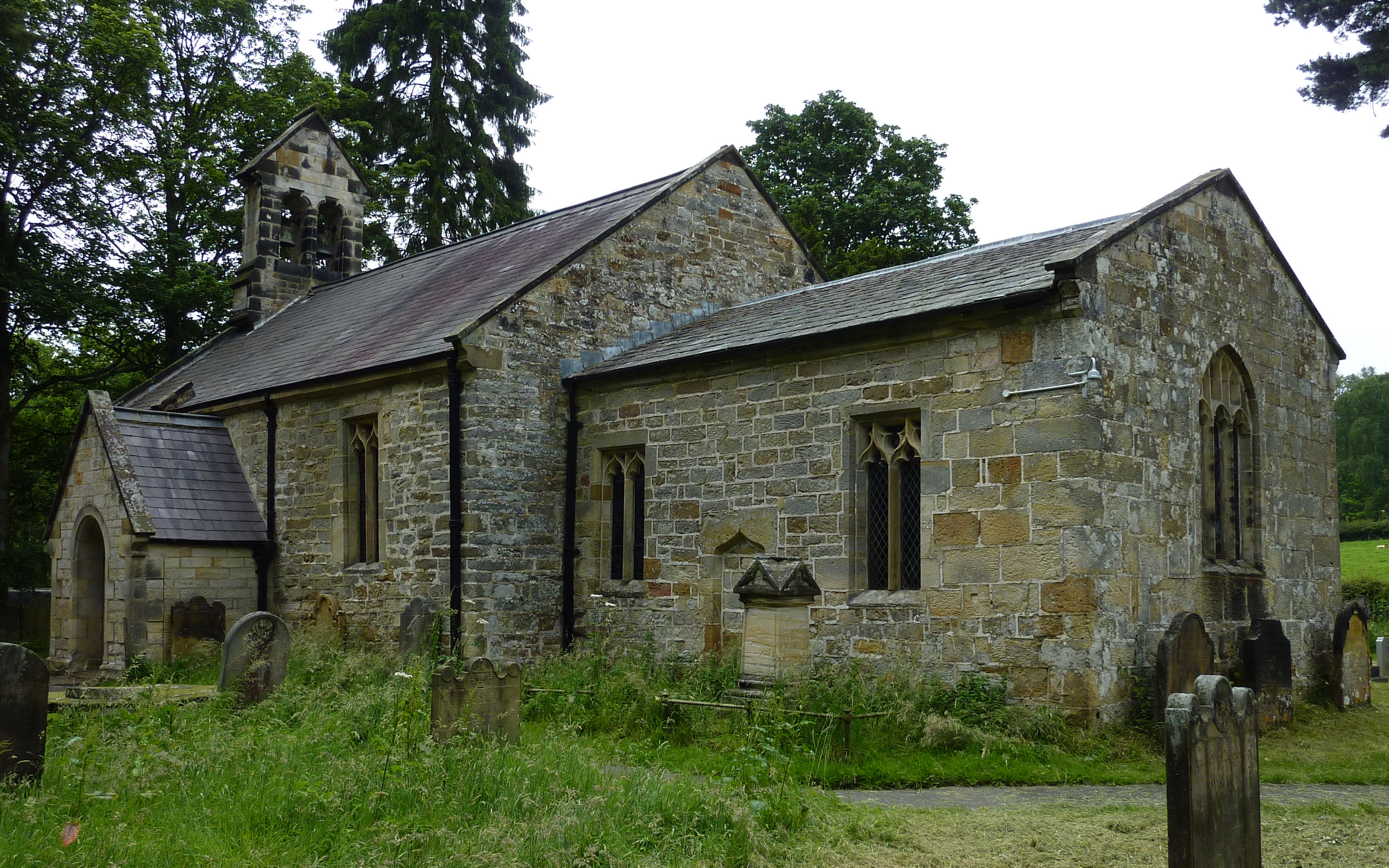
All Saints Church
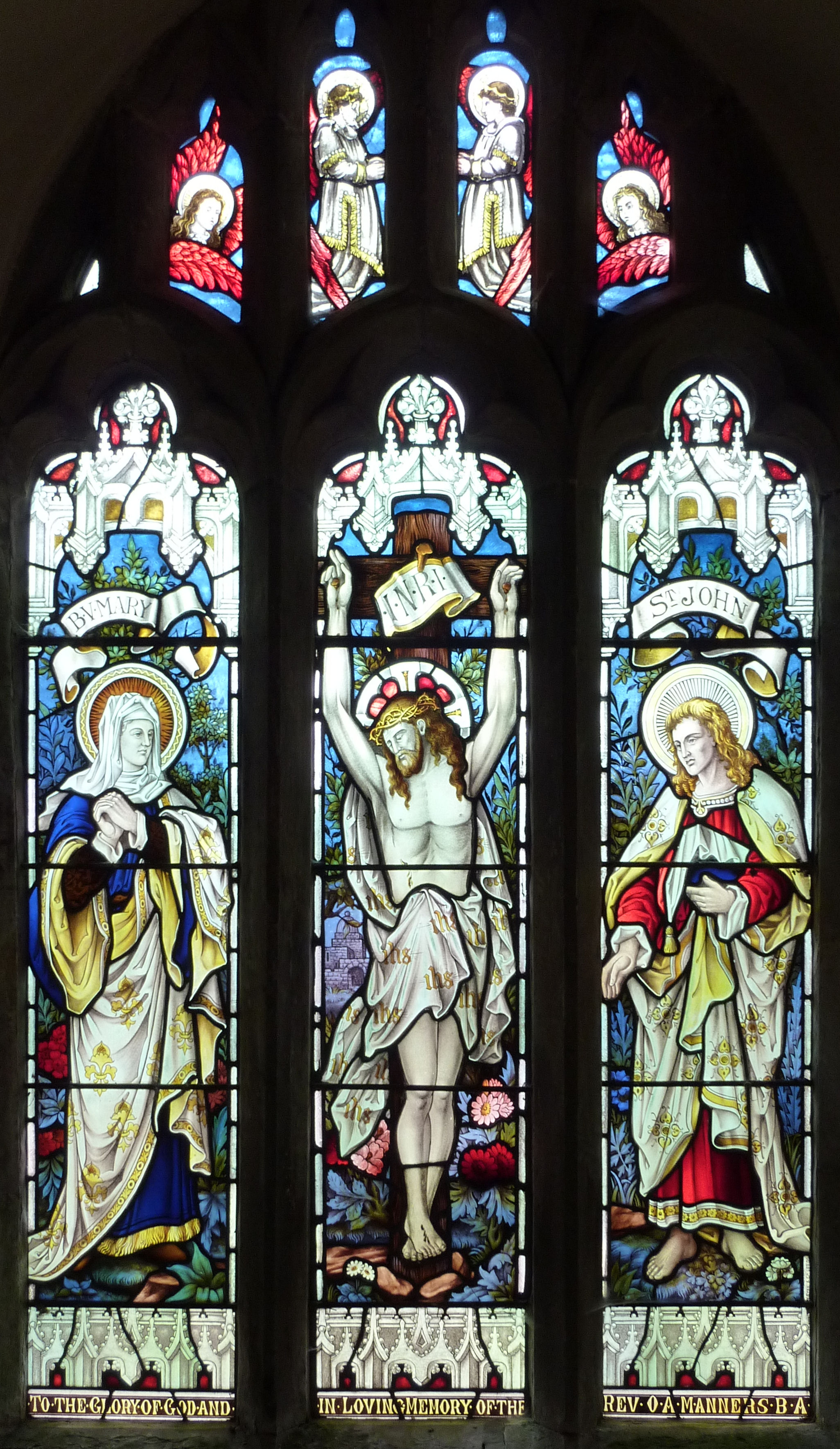
Vitraux d'All Saints Church, Hawnby